# Afromorgus inermis
Afromorgus inermis är en skalbaggsart som beskrevs av Riccardo Pittino 2005. Afromorgus inermis ingår i släktet Afromorgus och familjen knotbaggar. Inga underarter finns listade i Catalogue of Life.